# Acacia creatacea
Acacia creatacea är en ärtväxtart som beskrevs av Bruce R. Maslin och Whibley. Acacia creatacea ingår i släktet akacior, och familjen ärtväxter. Inga underarter finns listade i Catalogue of Life.